# DDR-Fußball-Oberliga 1968/69
Die DDR-Oberliga 1968/69 war die 20. Auflage der höchsten Spielklasse der DDR. Meister wurde zum sechsten Mal der FC Vorwärts Berlin. Die Saison begann am 17. August 1968 und endete am 17. Mai 1969.

## Saisonverlauf
Die Meisterschaftsentscheidung fiel am letzten Spieltag zwischen Vorwärts (Erster mit 32 Punkten und +18 Toren), Magdeburg (Zweiter, 31, +3) und dem Titelverteidiger Jena (Dritter, 30, +18). Durch einen 2:1-Sieg beim Stadtrivalen Dynamo sicherte sich Vorwärts den sechsten (und letzten) Titel der Vereinsgeschichte. Jena wurde noch Zweiter und Magdeburg wie im Vorjahr Dritter. Lange Zeit am aussichtsreichsten im Titelrennen lag aber der FC Hansa Rostock, der an den meisten Spieltagen die Tabelle anführte und am Ende aufgrund seiner schlechten Rückrunde (zweitschlechteste Mannschaft) nur Vierter wurde.
Die Entscheidung um den Abstieg fiel ebenfalls am letzten Spieltag zwischen drei Mannschaften. Der Oberliga-Debütant Stahl Riesa hatte dabei den Vorteil, einen bzw. zwei Punkte vor den Verfolgern Union Berlin und Lokomotive Leipzig zu liegen, die allerdings noch gegeneinander antraten. Mit einem Sieg bei Wismut Aue sicherte sich überraschend Riesa die Klasse, während mit Union der Pokalsieger des Vorjahres und mit Leipzig eine der Spitzenmannschaften der letzten fünf Jahre abstiegen.

## Abschlusstabelle

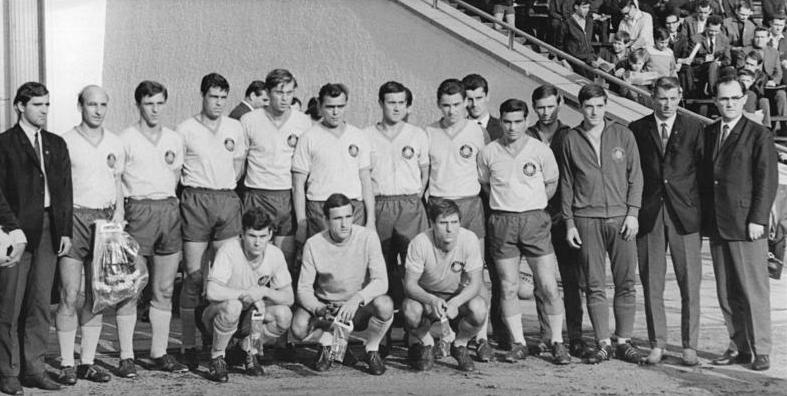
Der 1. FC Lokomotive Leipzig stieg überraschend ab.

| Pl. | Verein                   | Sp. | S  | U  | N  | Tore    | Diff. | Punkte |
| --- | ------------------------ | --- | -- | -- | -- | ------- | ----- | ------ |
| 1.  | FC Vorwärts Berlin       | 26  | 15 | 4  | 7  | 047:280 | +19   | 34:18  |
| 2.  | FC Carl Zeiss Jena (M)   | 26  | 13 | 6  | 7  | 043:220 | +21   | 32:20  |
| 3.  | 1. FC Magdeburg          | 26  | 13 | 5  | 8  | 043:410 | +2    | 31:21  |
| 4.  | FC Hansa Rostock         | 26  | 10 | 9  | 7  | 042:330 | +9    | 29:23  |
| 5.  | BSG Sachsenring Zwickau  | 26  | 10 | 7  | 9  | 023:190 | +4    | 27:25  |
| 6.  | BSG Chemie Leipzig       | 26  | 8  | 11 | 7  | 030:270 | +3    | 27:25  |
| 7.  | FC Karl-Marx-Stadt       | 26  | 10 | 6  | 10 | 035:360 | −1    | 26:26  |
| 8.  | FC Rot-Weiß Erfurt       | 26  | 10 | 5  | 11 | 032:270 | +5    | 25:27  |
| 9.  | BSG Wismut Aue           | 26  | 9  | 7  | 10 | 033:310 | +2    | 25:27  |
| 10. | Berliner FC Dynamo (N)   | 26  | 10 | 5  | 11 | 025:360 | −11   | 25:27  |
| 11. | Hallescher FC Chemie     | 26  | 6  | 10 | 10 | 032:350 | −3    | 22:30  |
| 12. | BSG Stahl Riesa (N)      | 26  | 9  | 4  | 13 | 026:430 | −17   | 22:30  |
| 13. | 1. FC Union Berlin (P)   | 26  | 6  | 8  | 12 | 029:410 | −12   | 20:32  |
| 14. | 1. FC Lokomotive Leipzig | 26  | 5  | 9  | 12 | 017:380 | −21   | 19:33  |

| (M) | Meister der letzten Saison     |
| (P) | Pokalsieger der letzten Saison |
| (N) | Aufsteiger der letzten Saison  |

| Aufsteiger aus der DDR-Liga 1968/69: BSG Stahl Eisenhüttenstadt, SG Dynamo Dresden |

## Kreuztabelle
Die Kreuztabelle stellt die Ergebnisse aller Spiele dieser Saison dar. Die Heimmannschaft ist in der linken Spalte aufgelistet und die Gastmannschaft in der obersten Reihe.
| 1968/69 | 1968/69                  | FC Vorwärts Berlin | FC Carl Zeiss Jena | 1. FC Magdeburg | F.C. Hansa Rostock | BSG Sachsenring Zwickau | BSG Chemie Leipzig | FC Karl-Marx-Stadt | FC Rot-Weiß Erfurt | BSG Wismut Aue | Berliner FC Dynamo | Hallescher FC Chemie | BSG Stahl Riesa | 1. FC Union Berlin | 1. FC Lokomotive Leipzig |
| 01.     | FC Vorwärts Berlin       |                    | 1:0                | 0:0             | 3:1                | 1:0                     | 3:1                | 5:1                | 5:0                | 2:1            | 2:1                | 1:1                  | 6:1             | 2:0                | 3:0                      |
| 02.     | FC Carl Zeiss Jena       | 2:0                |                    | 3:1             | 3:0                | 0:1                     | 2:2                | 2:0                | 1:0                | 1:0            | 4:0                | 3:2                  | 3:0             | 6:0                | 3:0                      |
| 03.     | 1. FC Magdeburg          | 4:3                | 0:0                |                 | 1:1                | 2:0                     | 3:1                | 3:1                | 1:2                | 3:2            | 4:1                | 2:1                  | 3:1             | 2:1                | 2:0                      |
| 04.     | FC Hansa Rostock         | 3:1                | 4:4                | 0:1             |                    | 0:1                     | 2:2                | 1:2                | 1:1                | 3:1            | 1:0                | 1:1                  | 1:0             | 1:1                | 5:0                      |
| 05.     | BSG Sachsenring Zwickau  | 1:0                | 0:0                | 0:0             | 1:0                |                         | 0:0                | 0:1                | 1:0                | 2:0            | 1:2                | 0:0                  | 4:2             | 0:1                | 3:0                      |
| 06.     | BSG Chemie Leipzig       | 0:0                | 0:0                | 2:1             | 1:1                | 2:1                     |                    | 1:1                | 2:0                | 3:1            | 2:0                | 3:1                  | 1:0             | 1:2                | 1:0                      |
| 07.     | FC Karl-Marx-Stadt       | 2:2                | 1:0                | 3:0             | 3:4                | 1:1                     | 1:0                |                    | 0:0                | 2:3            | 1:2                | 0:0                  | 3:1             | 2:2                | 3:0                      |
| 08.     | FC Rot-Weiß Erfurt       | 4:0                | 2:1                | 6:1             | 0:0                | 1:0                     | 1:1                | 1:0                |                    | 0:2            | 2:1                | 5:2                  | 4:0             | 0:0                | 3:0                      |
| 09.     | BSG Wismut Aue           | 0:1                | 3:2                | 3:1             | 3:1                | 0:0                     | 1:0                | 1:2                | 1:0                |                | 0:0                | 4:1                  | 0:1             | 2:0                | 0:0                      |
| 10.     | Berliner FC Dynamo       | 1:2                | 2:1                | 0:1             | 1:3                | 1:1                     | 2:1                | 1:0                | 1:0                | 0:0            |                    | 1:0                  | 3:1             | 1:1                | 2:1                      |
| 11.     | Hallescher FC Chemie     | 1:2                | 1:1                | 4:1             | 1:1                | 0:1                     | 2:2                | 2:0                | 2:0                | 2:2            | 2:0                |                      | 3:0             | 0:2                | 1:1                      |
| 12.     | BSG Stahl Riesa          | 1:0                | 1:2                | 2:0             | 0:2                | 2:1                     | 1:0                | 2:1                | 1:0                | 1:1            | 4:0                | 1:1                  |                 | 1:0                | 1:1                      |
| 13.     | 1. FC Union Berlin       | 0:2                | 1:2                | 3:3             | 3:4                | 2:3                     | 1:1                | 1:2                | 2:0                | 2:1            | 1:1                | 0:1                  | 2:0             |                    | 1:1                      |
| 14.     | 1. FC Lokomotive Leipzig | 2:0                | 0:0                | 1:3             | 1:1                | 1:0                     | 0:0                | 1:2                | 1:0                | 1:1            | 0:1                | 1:0                  | 1:1             | 2:0                |                          |

## Statistik

### Die Meistermannschaft
| FC Vorwärts Berlin |
| --- |
| Alfred Zulkowski (26 Spiele / Tore -) Erich Hamann (26/5), Manfred Müller (26/-), Wolfgang Strübing (24/3), Frank-Rainer Withulz (23/-) Gerhard Körner (24/3), Jürgen Nöldner (22/4) Horst Wruck (23/2), Rainer Nachtigall (23/5), Horst Begerad (25/9), Jürgen Piepenburg (26/12) Trainer: Fritz Belger |
| außerdem: Otto Fräßdorf (20/3), Rolf Klippstein (7/-), Rainer Jungbauer (3/1), Peter Ukrow (3/-), Hans-Dieter Krampe (2/-), Heinz Dietzsch (2/-), Hans-Joachim Fröck (1/-), Wolfgang Scheller (1/-) |
| ohne Einsatz blieb: Hartmut Neuhaus (Tor) |

### Tore
In den 182 Punktspielen fielen 456 Tore, im Schnitt 2,51 pro Spiel. Die torreichsten Spiele mit jeweils sieben Treffern waren Union Berlin – Hansa Rostock (3:4, 1. Sp.), Rot-Weiß Erfurt – HFC Chemie (5:2, 2. Sp.), Magdeburg – Vorwärts Berlin (4:3, 8. Sp.), Karl-Marx-Stadt – Hansa Rostock (3:4, 8. Sp.), Rot-Weiß Erfurt – Magdeburg (6:1, 13. Sp.) und Vorwärts Berlin – Stahl Riesa (6:1, 17. Sp.). Der höchste Sieg war das 6:0 von Carl Zeiss Jena gegen Union Berlin am zehnten Spieltag.
Gerd Kostmann vom FC Hansa Rostock konnte seinen Titel als Torschützenkönig der Oberliga aus dem Vorjahr verteidigen. Insgesamt zeichneten sich 126 Spieler als Torschützen aus, hinzu kommen fünf Eigentore. 49 Strafstöße wurden verhängt, wovon 32 verwandelt wurden. Manfred Becker vom BFC und Werner Krauß aus Jena trafen je dreimal per Elfmeter, während der Torhüter Horst Weigang aus Erfurt drei Strafstöße parierte.
Hans-Jürgen Albrecht (Erfurt) gelang als einzigem Spieler ein Hattrick (gegen Vorwärts Berlin am 18. Spieltag), weiteren vier Spielern gelangen ebenfalls drei Tore in einem Spiel: Sparwasser (Magdeburg) gegen Aue (4. Sp.), Walter (Magdeburg) gegen Lok Leipzig (9. Sp.), Kostmann (Rostock) gegen Jena (13. Sp.) sowie gegen Lok Leipzig (16. Sp.) und Zink (Aue) gegen Jena (20. Sp.) sowie gegen Rostock (24. Sp.).
|    | Spieler           | Mannschaft         | Tore |
| -- | ----------------- | ------------------ | ---- |
| 1. | Gerd Kostmann     | FC Hansa Rostock   | 18   |
| 2. | Klaus Zink        | BSG Wismut Aue     | 15   |
| 3. | Jürgen Piepenburg | FC Vorwärts Berlin | 12   |
| 4. | Peter Ducke       | FC Carl Zeiss Jena | 11   |
| 4. | Jürgen Sparwasser | 1. FC Magdeburg    | 11   |
| 4. | Meinhard Uentz    | 1. FC Union Berlin | 11   |
| 4. | Eberhard Vogel    | FC Karl-Marx-Stadt | 11   |

### Zuschauer
Insgesamt sahen 2.111.000 Zuschauer die 182 Oberligaspiele, das ergibt einen Schnitt von 11.599 Zuschauern pro Spiel. Den höchsten Zuschauerschnitt verzeichneten Chemie Leipzig und der HFC Chemie mit 17.000. Am Ende der Zuschauertabelle lagen alle drei Berliner Klubs mit Schnitten von 5.154 (BFC), 7.269 (Vorwärts) bzw. 9.231 (Union). Die größte Zuschauerkulisse erlebten die beiden Spiele zwischen Chemie und Lokomotive Leipzig am achten und 21. Spieltag mit je 40.000; am wenigsten Zuschauer (jeweils 1.500) waren bei den Spielen zwischen dem BFC Dynamo und Chemie Leipzig (14. Spieltag) sowie Vorwärts Berlin und Stahl Riesa (17. Spieltag).
| Mannschaft               | Gesamt  | {\displaystyle \varnothing } | Heim    | {\displaystyle \varnothing } | Auswärts | {\displaystyle \varnothing } |
| ------------------------ | ------- | ---------------------------- | ------- | ---------------------------- | -------- | ---------------------------- |
| FC Vorwärts Berlin       | 255.500 | 09.827                       | 094.500 | 07.269                       | 161.000  | 12.384                       |
| FC Carl Zeiss Jena       | 294.500 | 11.327                       | 134.000 | 10.308                       | 160.500  | 12.346                       |
| 1. FC Magdeburg          | 331.500 | 12.750                       | 185.000 | 14.231                       | 146.500  | 11.269                       |
| FC Hansa Rostock         | 340.500 | 13.096                       | 172.500 | 13.269                       | 168.000  | 12.923                       |
| BSG Sachsenring Zwickau  | 267.000 | 10.269                       | 123.500 | 09.500                       | 143.500  | 11.038                       |
| BSG Chemie Leipzig       | 397.000 | 15.269                       | 221.000 | 17.000                       | 176.000  | 13.538                       |
| FC Karl-Marx-Stadt       | 359.500 | 13.827                       | 208.000 | 16.000                       | 151.500  | 11.654                       |
| FC Rot-Weiß Erfurt       | 263.500 | 10.135                       | 134.000 | 10.308                       | 129.500  | 09.962                       |
| BSG Wismut Aue           | 305.000 | 11.731                       | 162.000 | 12.462                       | 143.000  | 11.000                       |
| Berliner FC Dynamo       | 212.500 | 08.173                       | 067.000 | 05.154                       | 145.500  | 11.192                       |
| Hallescher FC Chemie     | 358.000 | 13.769                       | 221.000 | 17.000                       | 137.000  | 10.538                       |
| BSG Stahl Riesa          | 259.000 | 09.962                       | 120.500 | 09.269                       | 138.500  | 10.654                       |
| 1. FC Union Berlin       | 272.000 | 10.462                       | 120.000 | 09.231                       | 152.000  | 11.692                       |
| 1. FC Lokomotive Leipzig | 304.500 | 11.712                       | 147.000 | 11.308                       | 157.500  | 12.115                       |

### Verschiedenes
- 284 Spieler kamen zum Einsatz, davon waren 42 in allen Punktspielen dabei.
- Es gab 101 Heimsiege, 48 Unentschieden und 33 Auswärtssiege.
- 10 Feldverweise und 198 Verwarnungen verhängten die Unparteiischen.

## Fußballer des Jahres
Nach der Saison wurde Eberhard Vogel vom FC Karl-Marx-Stadt zum ersten Mal als Fußballer des Jahres ausgezeichnet.
|    | Spieler         | Mannschaft           | Punkte |
| -- | --------------- | -------------------- | ------ |
| 1. | Eberhard Vogel  | FC Karl-Marx-Stadt   | 378    |
| 2. | Otto Fräßdorf   | FC Vorwärts Berlin   | 284    |
| 3. | Klaus Urbanczyk | Hallescher FC Chemie | 143    |

## FDGB-Pokal
Der FDGB-Pokal wurde in dieser Spielzeit vom Oberliga-Dritten 1. FC Magdeburg gewonnen. Für die Magdeburger, die im Finale den FC Karl-Marx-Stadt besiegten, war es der dritte Pokaltriumph. Der Titelverteidiger Union Berlin unterlag im Achtelfinale in einer Neuauflage des Vorjahresfinales Carl Zeiss Jena.

## Internationale Wettbewerbe
Der Europapokalwettbewerb wurde in dieser Spielzeit von politischen Ereignissen rund um den Prager Frühling überschattet. Aufgrund des Einmarschs der Streitkräfte des Warschauer Paktes in die Tschechoslowakei zur Unterbindung der dortigen Reformbemühungen veranlasste die UEFA in den beiden von ihr organisierten Wettbewerben (dem Europapokal der Landesmeister und Europapokal der Pokalsieger) eine Neuauslosung der Erstrundenbegegnungen. Zuvor hatten die westeuropäischen Verbände gegen den Einmarsch protestiert und sich geweigert, gegen die osteuropäischen Konkurrenten zu spielen. Die Neuauslosungen sahen eine Einteilung in West und Ost vor, jedoch wurde diese Vorgehensweise von den Verbänden des Warschauer Paktes abgelehnt, woraufhin fünf Verbände (unter ihnen der DFV) ihre Mannschaften komplett zurückzogen. Leidtragende auf ostdeutscher Seite waren Carl Zeiss Jena und Union Berlin. Der 1. FC Union musste (abgesehen vom Intertoto-Cup) bis 2001 warten, um endlich seine Europapokalpremiere nachzuholen.
Im Messestädte-Pokal waren die politischen Auswirkungen nicht zu spüren, weswegen hier Hansa Rostock (gegen den OGC Nizza) und Lokomotive Leipzig (gegen den Kjøbenhavns Boldklub) problemlos gegen Mannschaften des nichtsozialistischen Auslands antreten konnten. Beide erreichten die zweite Runde und unterlagen dort dem AC Florenz (Rostock) bzw. Hibernian Edinburgh (Leipzig). In der Saisonvorbereitung wurde außerdem der Intertoto-Cup ausgetragen. Hier nahmen Karl-Marx-Stadt, Hansa Rostock, Carl Zeiss Jena und Magdeburg teil, wobei Karl-Marx-Stadt und Rostock ihre jeweilige Gruppe gewannen.